# Marie-Louise Verwée
Marie-Louise Verwée (Lessen, 6 juli 1906 – Pau, 8 augustus 2010) was een Belgisch schilderes.

## Biografie
Verwée volgde les aan de Academie voor Schone Kunsten in Brussel, waar ze onder meer les kreeg van Constant Montald. In 1942 huwde ze met Jean-Yves Eichenberger, een ingenieur die in de mijnen werkte, en kwam zo in Frankrijk terecht. Verwée maakte portretten van mijnwerkers in deze tijd. Ze volgde haar man overal, en op deze plaatsen maakte ze schilderijen, zoals in Saint-Savin (Hautes-Pyrénées). Ze reisden niet alleen door Europa, maar ook door Afrika, waar ze Léopold Senghor leerde kennen, en door Amerika.
Alfred Verwee was familie van haar. Marie-Louise Verwée overleed op 104-jarige leeftijd in Zuid-Frankrijk.